# Krišci
Krišci is een plaats in de gemeente Kloštar Ivanić in de Kroatische provincie Zagreb. De plaats telt 210 inwoners (2001).